# Hikonasukuna monticola
Hikonasukuna monticola is een keversoort uit de familie lieveheersbeestjes (Coccinellidae). De wetenschappelijke naam van de soort is voor het eerst geldig gepubliceerd in 1967 door Sasaji.